# Императорская Держава (созвездие)
Императорская Держава или Держава Императора (лат. Pomum Imperiale) — отменённое созвездие северного полушария неба. Предложено Готфридом Кирхом в 1688 году в журнале «Acta Eruditorum» в честь Леопольда I, императора Священной Римской империи из династии Габсбургов. Изображалось парящей державой. Буквенные обозначения звёзд созвездия располагались так, чтобы они формировали надпись Leopuld.
Созвездие располагалось между Орлом и Водолеем. Впоследствии было отменено.